# José Antonio Reyes
José Antonio Reyes Calderón (* 1. September 1983 in Utrera, Provinz Sevilla; † 1. Juni 2019 ebenda) war ein spanischer Fußballspieler. Er entstammte der Jugend des FC Sevilla und war für den Verein zum Beginn seiner Karriere und erneut von 2012 bis 2016 aktiv. Reyes spielte darüber hinaus unter anderem erfolgreich beim FC Arsenal, bei Real Madrid und bei Atlético Madrid. Beim FC Arsenal gehörte er zu den Invincibles (deutsch Die Unschlagbaren), die 2004 ungeschlagen englischer Meister wurden. Neben einer weiteren spanischen Meisterschaft mit Real Madrid zählen der fünfmalige Gewinn der Europa League (zwei Mal mit Atlético Madrid, drei Mal mit dem FC Sevilla) zu seinen größten Erfolgen. Mit seinen fünf Titeln ist er alleiniger Rekordsieger der Europa League.

## Karriere

### Vereine
Der linke Außenstürmer begann seine Fußballerkarriere 1999 bei seinem Heimatklub FC Sevilla, für den er schon in jungen Jahren in der Primera División spielte.
Im Januar 2004 wurde er für 25 Millionen Euro (17 Mio. Britische Pfund) vom FC Arsenal verpflichtet, mit dem er noch im selben Jahr die englische Meisterschaft gewann. Zu Beginn der Saison 2006/07 wurde er für ein Jahr an Real Madrid verliehen. Im Gegenzug wechselte Júlio Baptista leihweise von Real Madrid zu Arsenal. Beide Klubs erhielten eine Option, die ausgeliehenen Spieler am Ende der Saison fix zu erwerben. Im letzten Meisterschaftsspiel der Saison 2006/07 erzielte Reyes zwei entscheidende Tore und trug damit zum 30. Meistertitel Reals bei.
Trotz dieses Erfolges in Madrid sahen die Königlichen von einer Verpflichtung Reyes’ ab. Er blieb dennoch in der spanischen Hauptstadt und spielte für Atlético Madrid. Nach einer enttäuschenden Saison ohne Torerfolge entschieden die Atlético-Verantwortlichen, den Flügelstürmer für ein Jahr an Benfica Lissabon nach Portugal auszuleihen. Am 5. Januar 2012 kehrte Reyes zum FC Sevilla zurück. Hier gewann er in den Jahren 2014 bis 2016 dreimal in Folge die UEFA Europa League. Im Juni 2016 wurde Reyes’ ursprünglich bis 2017 laufender Vertrag vorzeitig aufgelöst.
Zur Saison 2016/17 wechselte er zum Ligakonkurrenten Espanyol Barcelona, bei dem er einen Zweijahresvertrag erhielt.
Mit fünf Titeln ist er als Spieler alleiniger Rekordsieger der UEFA Europa League.

### Nationalmannschaft
Reyes debütierte am 6. September 2003 in der spanischen Fußballnationalmannschaft und bestritt insgesamt 21 Spiele, in denen ihm vier Tore gelangen. Bei der Fußball-Weltmeisterschaft 2006 stand er im Kader der Spanier und kam zu einem Einsatz. Bei der zwei Jahre später folgenden Fußball-Europameisterschaft spielte Reyes keine Rolle mehr im Team von Trainer Luis Aragonés.

### Erfolge
- Europa-League-Sieger: 2010, 2012 (beide mit Atlético Madrid), 2014, 2015, 2016 (alle mit dem FC Sevilla)
- UEFA-Super-Cup-Sieger: 2010 (mit Atlético Madrid)
- Spanischer Meister: 2007 (mit Real Madrid)
- Englischer Meister: 2004 (mit dem FC Arsenal)
- FA-Cup-Sieger: 2005 (mit dem FC Arsenal)
- FA-Community-Shield-Sieger: 2004 (mit dem FC Arsenal)

## Privates
Reyes gehörte der Volksgruppe der Gitanos (span. für Roma) an. Er hatte einen älteren Bruder.
Am 1. Juni 2019 kam Reyes im Alter von 35 Jahren bei einem Autounfall ums Leben. Der Unfall ereignete sich auf der Autobahn A-376 von Sevilla nach Utrera, seiner Heimatstadt. In den Medien wurde zunächst berichtet, dem Fahrzeug wäre bei einer Geschwindigkeit von 237 km/h ein Reifen geplatzt, worauf es in einer Baustelle von der Straße abgekommen und in Brand geraten sei. Ein privates Sachverständigengutachten kam zu dem Ergebnis, dass Reyes lediglich zwischen 111 und 128 km/h fuhr. Bei dem Unfall starb auch ein Neffe von Reyes. Beim UEFA-Champions-League-Finale 2019 wurde eine Gedenkminute für Reyes eingelegt.